# Peruanische Badmintonmeisterschaft 1968
Die Peruanische Badmintonmeisterschaft 1968 fand in Lima statt. Es war die zweite Austragung der nationalen Titelkämpfe im Badminton in Peru.

## Titelträger
| Disziplin    | Sieger                            |
| ------------ | --------------------------------- |
| Herreneinzel | Miguel Argüelles                  |
| Dameneinzel  | Josefina de Salazar               |
| Herrendoppel | Miguel Argüelles Percy Leví       |
| Damendoppel  | Josefina de Salazar Sara Pinedo   |
| Mixed        | Mario Carrera Josefina de Salazar |